# Alfred Munnings

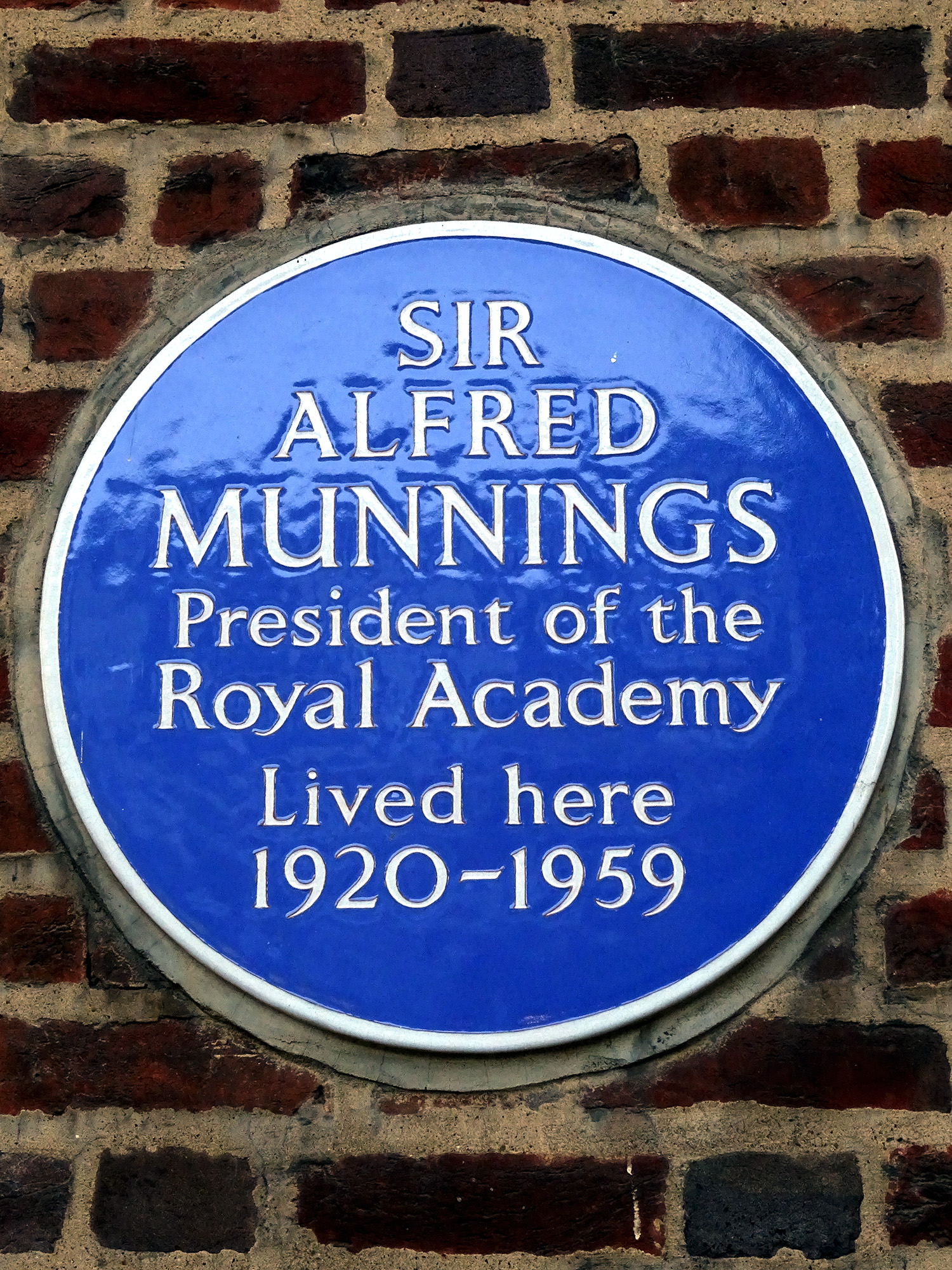
Blaue Plakette, Chelsea Park Gardens, Chelsea

Sir Alfred James Munnings, KCVO, PRA (* 8. Oktober 1878 in Mendham Suffolk; † 17. Juli 1959 in Dedham, Essex) war ein englischer Maler, der besonders berühmt für seine Darstellung von Pferden ist. Zu seinen Lebzeiten war er der teuerste zeitgenössische Künstler Englands.

## Leben
Alfred Munnings wurde am 8. Oktober 1878 in Mendham, Suffolk geboren. Er begann mit vierzehn Jahren eine Ausbildung zum Drucker und entwarf und zeichnete Werbeplakate für die nächsten sechs Jahre. In seiner Freizeit besuchte er die Norwich School of Art. Als seine Lehre beendet war, konzentrierte er sich nur noch auf die Malerei. 
Im Jahre 1898 verlor er bei einem Unfall das Sehvermögen seines rechten Auges, dies bremste aber nicht seine Entschlossenheit zum Malen. Ein Jahr später waren zwei seiner Gemälde bei der Royal Academy Sommer Ausstellung vertreten. Er war mit der Newlyn School of painters assoziiert. Dort traf er Florence Carter-Wood (1888–1914), eine junge Reiterin und Malerin. Sie heirateten am 19. Januar 1912. Florenz Carter-Wood versuchte sich bereits in den Flitterwochen das Leben zu nehmen. 1914 gelang ihr dies auch. 
Im Jahre 1919 kaufte Munnings das Castle House in Dedham. Er beschrieb es als das Haus seiner Träume. Dort richtete er sich angrenzend ein Atelier ein, in dem er bis zu seinem Tod malte. 1920 heiratete Munnings die Reiterin Violet McBride, sie ermutigte ihn auch Provisionen zu akzeptieren. 
Große Bekanntheit erlangte er vor allem für seine Pferdeporträts bzw. seine Gemälde von Pferden bei der Jagd oder während des Rennens. Er starb am 17. Juli 1959 im Alter von 80 Jahren im Castle House, Dedham. Nach seinem Tod verwandelte seine Frau das Haus in ein Museum seiner Arbeit (Munnings Art Museum).

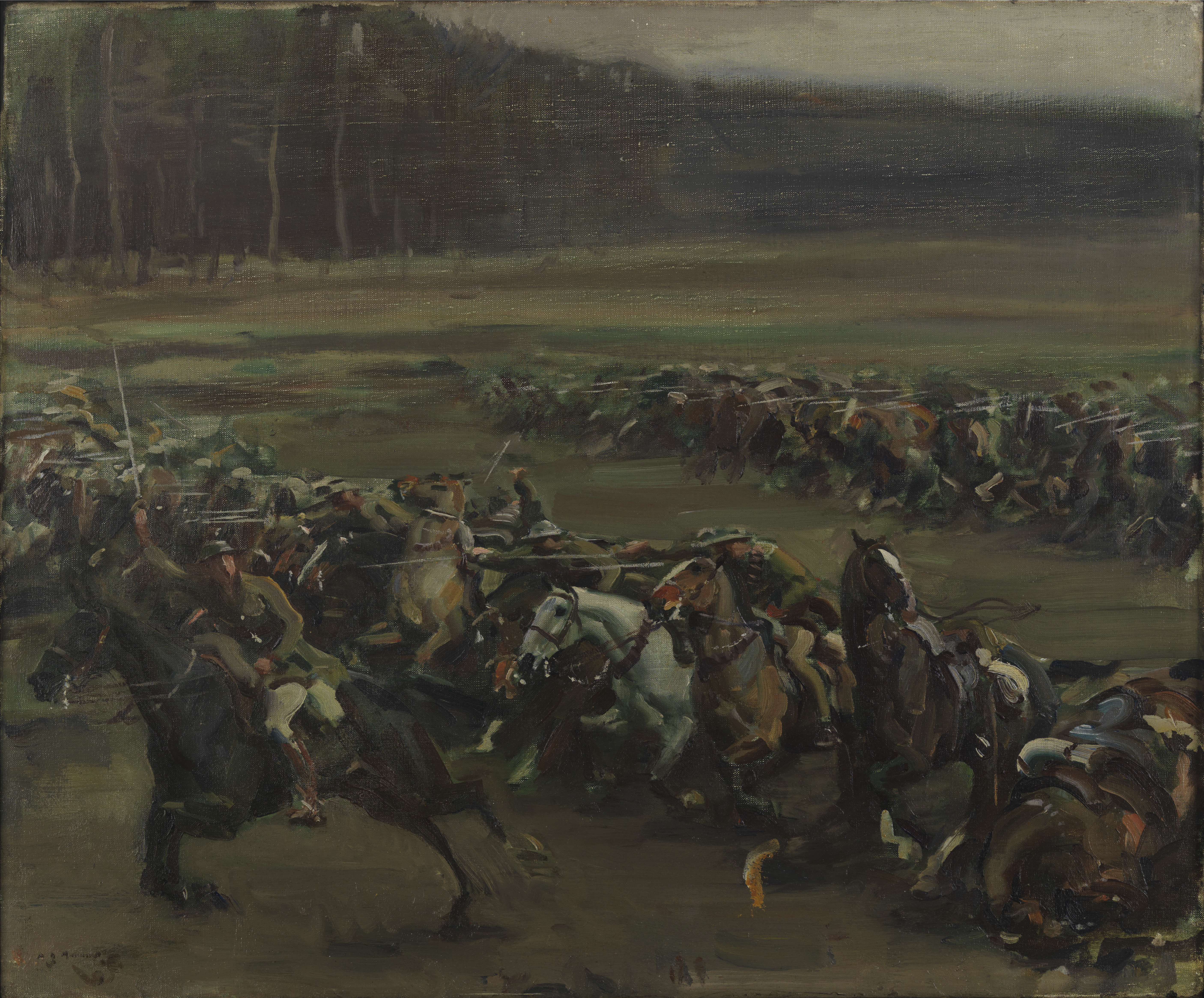
Charge of Flowerdew's Squadron, 1949 (Kanadisches Kriegsmuseum)

## Künstler im Krieg
Obwohl er sich während des Ersten Weltkriegs freiwillig der Armee anschließen wollte, wurde er für untauglich beurteilt. Daher beschränkte sich 1917 seine Teilnahme am Krieg auf zivile Arbeit außerhalb von Reading. Dort sah er zehntausende kanadische Pferde auf dem Weg nach Frankreich an die Front. Viele von diesen waren bereits sehr geschwächt vom Transport und dem Tod nah. 
Später wurde er einem Pferdedepot an der Westfront zugewiesen. Dort wurde er als Künstler für die kanadische Kavallerie-Brigade, unter der Schirmherrschaft von Max Aitken, eingesetzt. Während des Krieges malte er viele Szenen, darunter ein Porträt von General Jack Seely im Jahre 1918 (jetzt in der Sammlung der National Gallery of Canada, Ottawa). Munnings arbeitete an diesem Gemälde ein paar tausend Meter von den deutschen Frontlinien entfernt. Als General Seely zu einem voreiligen Rückzug gezwungen wurde, erlebte der Künstler, wie es war, unter Geschützfeuer zu geraten.
1918 malte er auch Charge of Flowerdew's Squadron. Dies wird auch als der letzte große Kavallerieangriff in der Schlacht von Moreuil Wood bezeichnet. Gordon Flowerdew wurde posthum mit dem Victoria-Kreuz für das Führen der Royal Canadians in einem erfolgreichen Zusammentreffen mit den deutschen Truppen ausgezeichnet.
Die kanadische Forstwirtschaft lud Munnings ein, ihre Arbeitslager im Wald von Dreux (Frankreich) zu besichtigen. Dort fertigte er zahlreiche Zeichnungen, Aquarelle und Gemälde an. Er skizzierte dort auch viele vorbeikommende Pferde. Diese Skizzen verwendete er für seine späteren Werke. Die Rolle der Pferde im Krieg war kritisch, Pferdefutter war die einzige große Ware, die an die Front transportiert wurde.
Die kanadische Kriegsaufzeichnungen-Ausstellung an der königlichen Akademie umfasste fünfundvierzig Werke von Munnings.

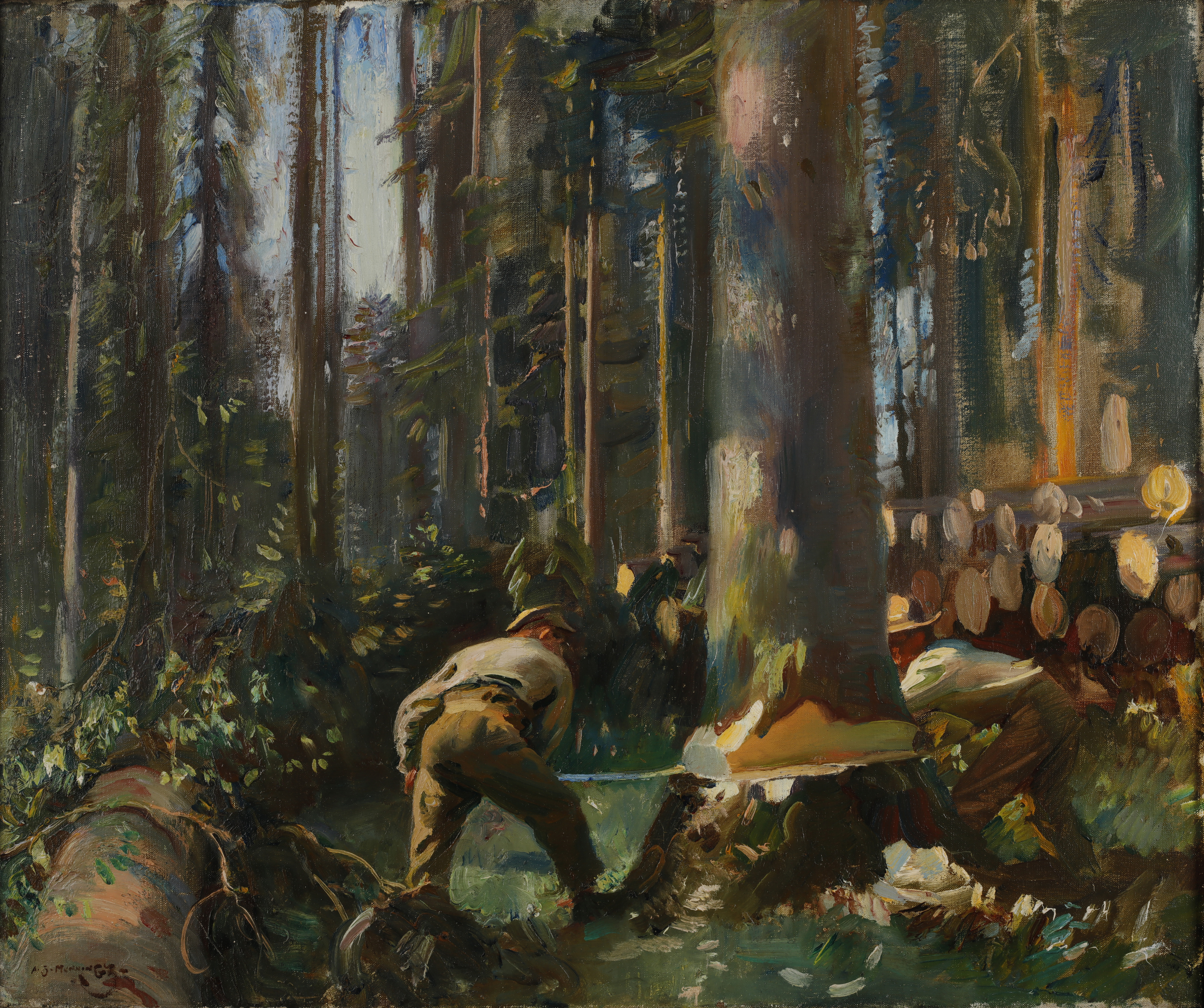
Felling a Tree in the Vosges, 1918 (Kanadisches Kriegsmuseum)

### Spätere Karriere
Munnings wurde 1944 zum Präsidenten der königlichen Kunstakademie gewählt. Im gleichen Jahr wurde er mit einem Knight Bachelor ausgezeichnet und wurde zum Ritter Kommandanten des königlichen viktorianischen Ordens ernannt.
Er schrieb von 1950 bis 1952 drei Bücher. An Artist's Live (1950), The Second Burst (1951) und The Finish (1952).

## Kunstmarkt
Zu seinen Lebzeiten wurde er durch Frost & Reed, London, vertreten. Zu seinen Lebzeiten war er der teuerste britische Maler. Seine Werke (vor allem die mit Pferden) erfreuen sich auf dem Kunstmarkt sehr großer Beliebtheit und zählen zu den Highlights der Auktionshäuser. Christie’s verkaufte 1999 ein Werk für 4,29 Millionen USD. Sotheby’s versteigerte 2004 The Red Prince Mare für 7,84 Millionen USD. Dies ist der Höchstpreis eines Werkes von Munnings.

## Kontroversen
In seiner Abschiedsrede (vor der Präsidentschaft der königlichen Akademie, 1949) griff er die Moderne Kunst an. Er behauptete (wohl betrunken), dass die Arbeiten von Cézanne, Matisse und Picasso die Kunst verdorben hätten. Die Sendung wurde von Millionen von Hörern im BBC Radio gehört.

## Film
2013 erschien der Film Sommer im Februar nach einem Roman von Jonathan Smith. In dem Film wird Alfred Munnings' Lebensgeschichte erzählt. Munnings wird darin durch den Schauspieler Dominic Cooper verkörpert.